# جورج واشنطن هوسمر
جورج واشنطن هوسمر (بالإنجليزية: George Washington Hosmer)‏ هو كاتب أمريكي، ولد في 1804 في كانتون في الولايات المتحدة، وتوفي في 5 يوليو 1881.